# ورزشگاه رومانو
ورزشگاه رومانو (به اسپانیایی: Estadio Romano) با ظرفیت ۱۴٬۶۰۰ نفر یکی از ورزشگاه‌های فوتبال کشور اسپانیا است که در شهر مریدا ایالت اکسترمادورا واقع شده‌است. این ورزشگاه در سال ۱۹۵۴ بازگشایی شد و در حال حاضر بازی‌های خانگی باشگاه فوتبال ماریدا
باشگاه فوبتال امپریو ماریدا در آن برگزار می‌گردد.